# Cribrozetes multiareolatus
Cribrozetes multiareolatus är en kvalsterart som beskrevs av Balogh 1970. Cribrozetes multiareolatus ingår i släktet Cribrozetes och familjen Protoribatidae. Inga underarter finns listade i Catalogue of Life.